# 第23回日本アカデミー賞
第23回日本アカデミー賞は、2000年（平成12年）3月10日に行われた日本アカデミー賞の発表・授賞式。
新高輪プリンスホテルで開催され、司会は関口宏と原田美枝子が務めた。

## 最優秀作品賞
- 鉄道員 (ぽっぽや)

### 優秀作品賞
- 菊次郎の夏
- 金融腐蝕列島 呪縛
- 御法度
- 梟の城

## 最優秀監督賞
- 降旗康男（鉄道員 (ぽっぽや)）

### 優秀監督賞
- 大島渚（御法度）
- 篠田正浩（梟の城）
- 原田眞人（金融腐蝕列島 呪縛）
- 深作欣二（おもちゃ）

## 最優秀脚本賞
- 岩間芳樹・降旗康男（鉄道員 (ぽっぽや)）

### 優秀脚本賞
- 大島渚（御法度）
- 大森寿美男（39 刑法第三十九条）
- 新藤兼人（おもちゃ）
- 高杉良・鈴木智・木下麦太（金融腐蝕列島 呪縛）

## 最優秀主演男優賞
- 高倉健（鉄道員 (ぽっぽや)）

### 優秀主演男優賞
- 小林薫（秘密）
- 中井貴一（梟の城）
- 本木雅弘（双生児）
- 役所広司（金融腐蝕列島 呪縛）

## 最優秀主演女優賞
- 大竹しのぶ（鉄道員 (ぽっぽや)）

### 優秀主演女優賞
- 大竹しのぶ（黒い家）
- 鈴木京香（39 刑法第三十九条）
- 広末涼子（秘密）
- 室井滋（のど自慢）

## 最優秀助演男優賞
- 小林稔侍（鉄道員 (ぽっぽや)）

### 優秀助演男優賞
- 上川隆也（梟の城）
- 椎名桔平（金融腐蝕列島 呪縛）
- 武田真治（御法度）
- 西村雅彦（黒い家）

## 最優秀助演女優賞
- 岸本加世子（菊次郎の夏）

### 優秀助演女優賞
- 岸本加世子（秘密）
- 広末涼子（鉄道員 (ぽっぽや)）
- 富司純子（おもちゃ）
- 若村麻由美（金融腐蝕列島 呪縛）

## 最優秀音楽賞
- 久石譲（菊次郎の夏）

### 優秀音楽賞
- 天野正道（おもちゃ）
- 川崎真弘（金融腐蝕列島 呪縛）
- 国吉良一（鉄道員 (ぽっぽや)）
- 湯浅譲二（梟の城）

## 最優秀撮影賞
- 木村大作（鉄道員 (ぽっぽや)）

### 優秀撮影賞
- 木村大作（おもちゃ）
- 栗田豊通（御法度）
- 阪本善尚（金融腐蝕列島 呪縛）
- 鈴木達夫（梟の城）

## 最優秀照明賞
- 渡辺三雄（鉄道員 (ぽっぽや)）

### 優秀照明賞
- 安藤清人（おもちゃ）
- 栗田豊通・竹久博司（御法度）
- 大久保武志（金融腐蝕列島 呪縛）
- 海野義雄（梟の城）

## 最優秀美術賞
- 西岡善信（梟の城）

### 優秀美術賞
- 西岡善信（おもちゃ）
- 西岡善信（御法度）
- 福澤勝広（鉄道員 (ぽっぽや)）
- 部谷京子（金融腐蝕列島 呪縛）

## 最優秀録音賞
- 紅谷愃一（鉄道員 (ぽっぽや)）

### 優秀録音賞
- 安藤邦男（御法度）
- 瀬川徹夫（梟の城）
- 鶴巻仁・中村淳（金融腐蝕列島 呪縛）
- 橋本文雄（39 刑法第三十九条）

## 最優秀編集賞
- 川島章正（金融腐蝕列島 呪縛）

### 優秀編集賞
- 大島ともよ（御法度）
- 西東清明（鉄道員 (ぽっぽや)）
- 園井弘一（おもちゃ）
- 吉田博（梟の城）

## 最優秀外国作品賞
- シックス・センス

### 優秀外国作品賞
- エリザベス
- 恋におちたシェイクスピア
- マトリックス
- ライフ・イズ・ビューティフル

## 新人俳優賞
- 高橋克典（サラリーマン金太郎）
- 辺土名一茶（ドリームメーカー）
- 松田龍平（御法度）
- 池脇千鶴（大阪物語）
- 上原多香子（ドリームメーカー）
- 宮本真希（おもちゃ）

## 話題賞

### 作品部門
- 無問題

### 俳優部門
- 矢部浩之（メッセンジャー）

## 会長特別賞
- 市川右太衛門（俳優）
- 佐藤勝（音楽）
- 宮川一夫（撮影）

## 協会特別賞
- 映画「アイ・ラヴ・ユー」製作上映委員会
- 伊藤進一とそのスタッフ（音響効果）
- 坂上順（プロデューサー）